# Amatán (kommun)
Amatán är en kommun i Mexiko.   Den ligger i delstaten Chiapas, i den sydöstra delen av landet, 700 km öster om huvudstaden Mexico City. Antalet invånare är 21 275.
Följande samhällen finns i Amatán:
- Amatán
- Reforma y Planada
- San Antonio Tres Picos
- El Calvario
- Guadalupe Victoria
- Francisco I. Madero
- El Porvenir Tres Picos
- La Esperanza
- El Limón
- Piedra Blanca
- Morelia
- El Naranjo 2da. Sección
- Carmen Jucuma
- Emiliano Zapata
- Escalón 1ra. Fracción
- El Retiro
- Buenavista
- Nuevo Terán
- San Miguel 3 Picos
- Francisco Villa
- Nuevo San Lorenzo
- San José Puyacatengo
- Santa Cruz el Azufre
- Sonora
- Esquipulas
- Nueva Estrella
- Miguel Hidalgo
- San Andrés
- San Fernando
- Anexo las Margaritas
- Los Olivares
- Flor del Río
- Berlín
- Villa Luz
- Nuevo Arenal 1ra. Sección
- Rosario 1ra. Sección
- Chaspa
- Lindavista